# Paul Morchain
Paul Morchain, né le 27 décembre 1876 à Rochefort où il est mort le 26 octobre 1939, est un peintre et conservateur de musée français.

## Biographie
Paul Bernard Louis Morchain est le fils de François Joseph Morchain, capitaine d'artillerie, et de Louise Jeanne Chariot.
Élève d'Eugène Chigot et de Paul-Michel Dupuy, il expose au Salon à partir de 1907, puis devient membre de la Société des artistes français.
Il obtient une mention honorable en 1909, une médaille d'argent en 1913 et une médaille d'or en 1920.
En 1921, il devient Peintre officiel de la Marine.
Il représente principalement sur ses toiles des paysages bretons, quelques portraits ou diverses scènes de genre comme en 1924, où il présente Les Beaux jours.
Il peint les régions de Concarneau, de La Rochelle, de Brest, de Morlaix, puis revient chaque année à Douarnenez où il prend résidence.
En juillet 1931, alors qu’il se rend avec son épouse Madeleine Muck (1884-1931) à Douarnenez, la voiture fait une embardée. Gravement blessée par des éclats de verre à la gorge, Madeleine succombe au domicile familial.
En 1932, à Los Angeles, il participe aux Compétitions artistiques des Jeux olympiques.
En 1933, il épouse en secondes noces, à Paris, Yvonne Célestine Champaut (1909-1999), artiste peintre, le peintre Maurice Pellerier est témoin du mariage.
Il devient le conservateur du musée des beaux arts de Rochefort.

## Œuvres

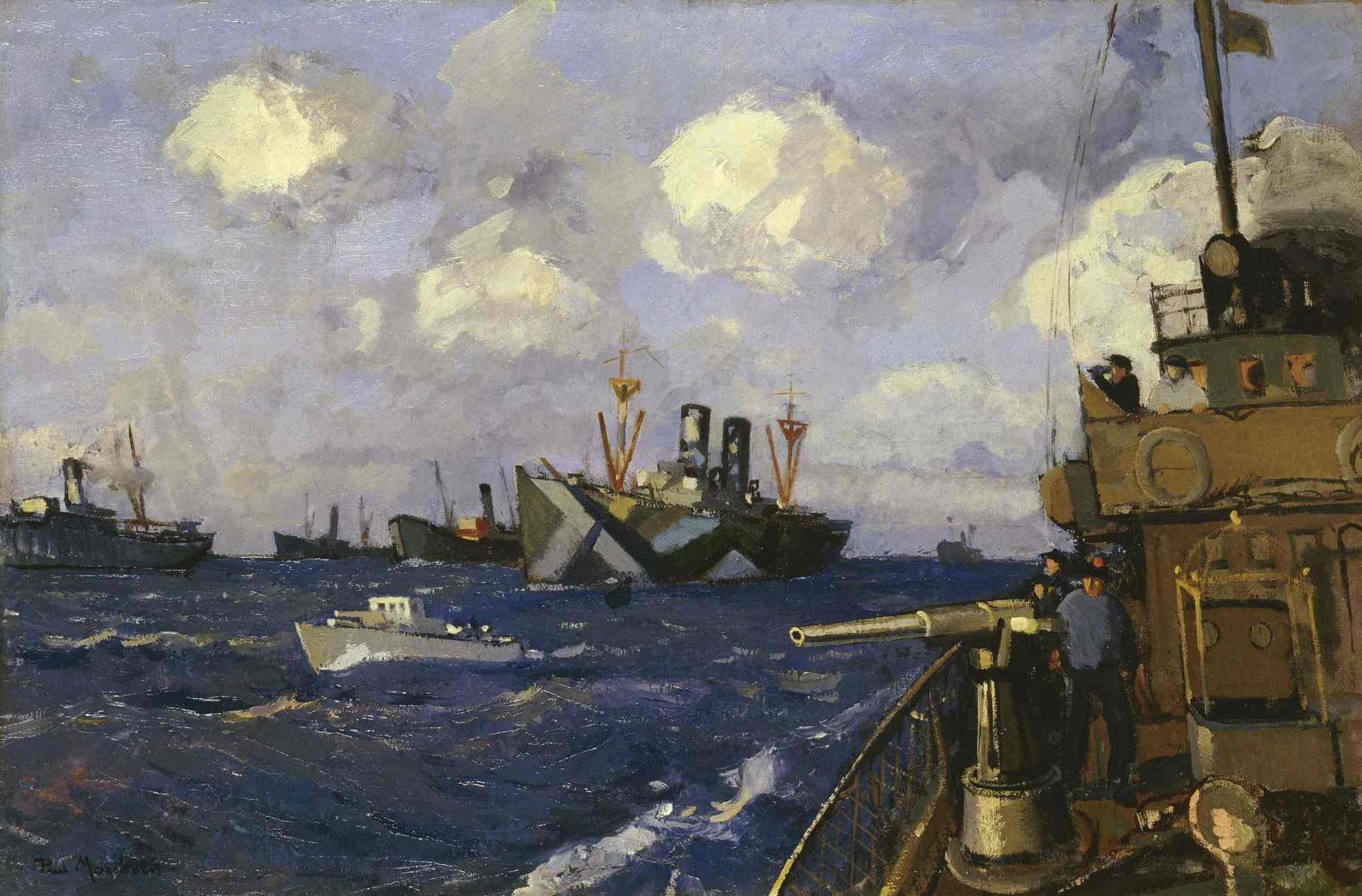
Paul Morchain : Le convoi [pendant la Première Guerre mondiale] (Musée national de la Marine de Paris).
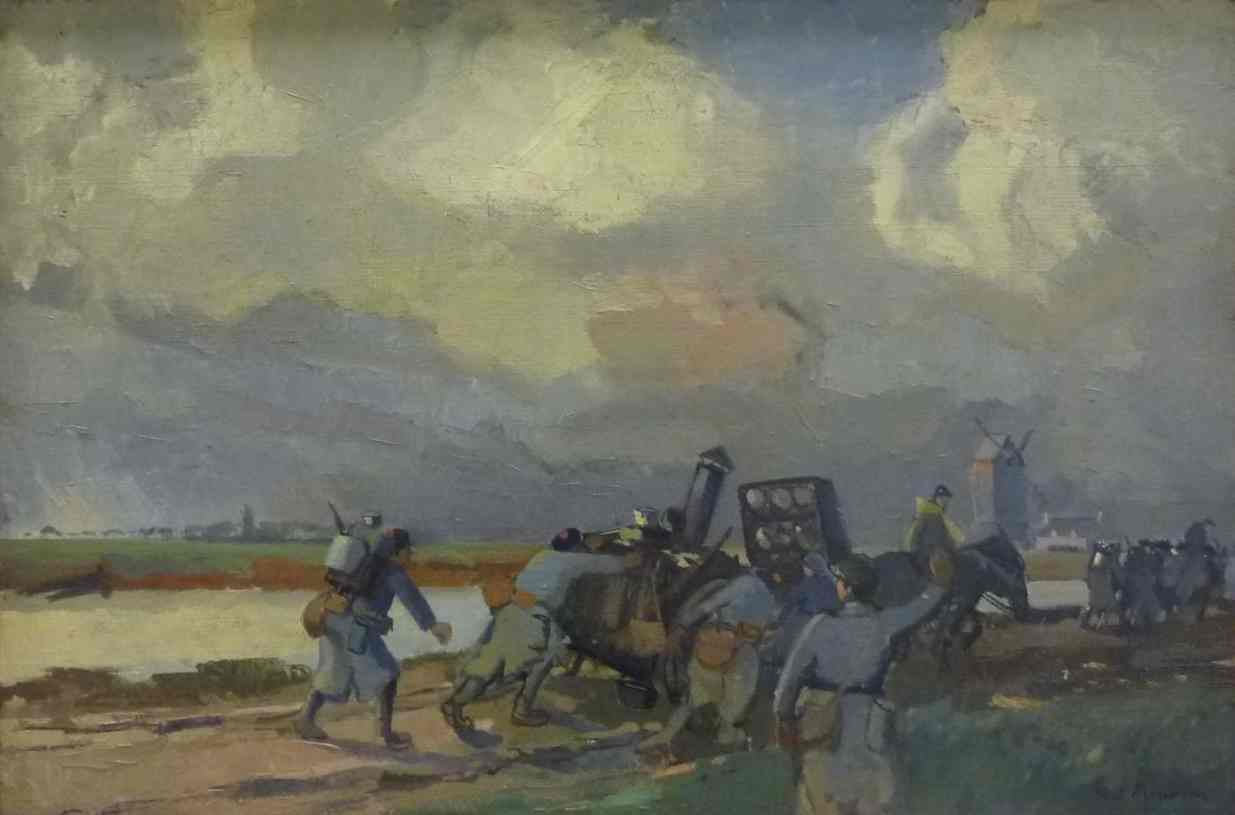
Paul Morchain : La cuisine roulante brigade des fusiliers marins [pendant la Première Guerre mondiale] (Musée national de la Marine de Paris).
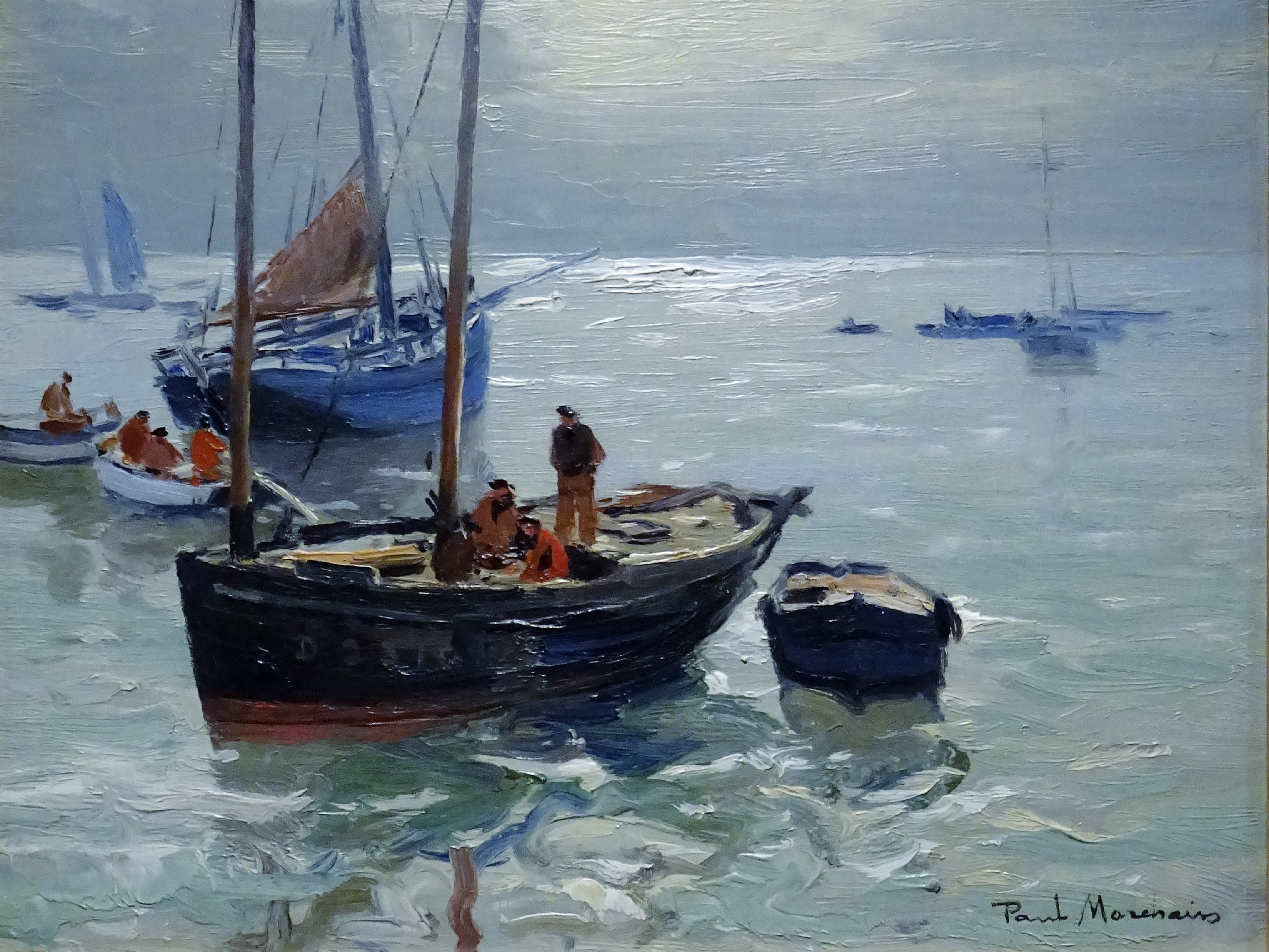
Paul Morchain : La Baie de Douarnenez par temps calme (vers 1930, huile sur panneau, collection privée).

## Distinction
- Chevalier de la Légion d'honneur (1932)

## Postérité
Une rue porte son nom à Rochefort.